# Oberlandesgericht Darmstadt
Das Oberlandesgericht Darmstadt war als Oberlandesgericht das höchste Gericht der ordentlichen Gerichtsbarkeit im Großherzogtum Hessen (bis 1918) und im Volksstaat Hessen (1918–1945).

## Beschreibung
Mit dem Deutschen Gerichtsverfassungsgesetz von 1877 wurde erstmals eine reichsweit einheitliche Gerichtsorganisation geschaffen. Im Großherzogtum wurde diese neue Gerichtsorganisation mit Einführungsgesetz vom 3. September 1878 umgesetzt. Das Gericht wurde durch großherzoglich-hessische Verordnung vom 14. Mai 1879 gegründet mit Sitz in der damaligen Landeshauptstadt Darmstadt. Das Oberlandesgericht Darmstadt war der Nachfolger des bisherigen Oberappellations- und Kassationsgerichts in Darmstadt, des bisherigen höchsten Gerichtes im Großherzogtum.
Der Gerichtsbezirk umfasste das gesamte Großherzogtum bzw. den Volkstaat Hessen mit einer Fläche von rund 7.680 km2 und einer Einwohnerzahl im Jahr 1895 von 1.038.956.
Im Instanzenzug ungeordnet waren die Landgerichte Mainz (für die Provinz Rheinhessen), Darmstadt (für die Provinz Starkenburg) und Gießen (für die Provinz Oberhessen) mit den betreffenden Amtsgerichten. Übergeordnete Instanz war das Reichsgericht in Leipzig. Am OLG Darmstadt bestand die Rechtsanwaltskammer Darmstadt.

## Zweigstelle des OLG Frankfurt am Main
Nach dem Ende des Zweiten Weltkrieges wurde die Gerichtstätigkeit in Hessen zunächst mit dem Kontrollratsgesetz Nr. 2 durch die alliierte Militärregierung eingestellt. Mit Verordnung des Groß-Hessischen Staatsministeriums vom 23. Mai 1946 kam es zur Errichtung des Oberlandesgerichtes Frankfurt am Main, das nun für das gesamte Gebiet vom Groß-Hessen und ab 1. Dezember 1946 des neuen Bundeslandes Hessen, einschließlich des früheren OLG-Bezirkes Darmstadt (ohne Rheinhessen), zuständig wurde. Mit der gleichen Verordnung wurde ein Nebensitz des Oberlandesgerichts Frankfurt in Darmstadt errichtet, das für den Bezirk des Landgerichts Darmstadt zuständig wurde. Der Darmstädter Senat erhielt zunächst 1946 Räume im Gebäude des Amtsgerichts Darmstadt am Mathildenplatz 12. Die Leitung wurde dem Vizepräsidenten des OLG Frankfurt  Philipp Daltrop übertragen. Im Oktober 1952 zog der Spruchkörper in das Landgerichtsgebäude Mathildenplatz 13 um, das im Krieg stark zerstört wurde und erst wiederhergestellt werden musste. Im Februar 1964 zog der Senat um: Diesmal in das Gebäude Mathildenplatz 14. Im August 1964 wurde ein zweiter Darmstädter Senat eingerichtet. Um den zusätzlichen Platz zu schaffen, zog die Staatsanwaltschaft im Juli 1973 in das Haus Schottener Weg 3 und der zweite Senat konnte die ehemaligen Räume der Staatsanwaltschaft nutzen. Zwischenzeitlich haben fünf Zivilsenate und ein Familiensenat ihren Sitz in Darmstadt (Stand 2020).

## Personen

### Präsidenten des Oberlandesgerichts Darmstadt
| Name (Lebenszeit)         | Amtszeit                     |
| ------------------------- | ---------------------------- |
| Georg Kempf (1809–1883)   | 1. Okt. 1879 – 3. Okt. 1883  |
| Joseph Görz (1810–1900)   | 3. Okt. 1883 – 15. Sep. 1892 |
| Ludwig Knorr (1827–1905)  | 15. Sep. 1892 – 1. Jan. 1900 |
| Friedrich Conradi         | 1. Jan. 1900 – 15. Jul. 1905 |
| Adolf Lippold (1840–1910) | 15. Jul. 1905 – 1. Okt. 1909 |
| Gustav Kullmann           | 1. Okt. 1909 – 1. Jan. 1916  |
| Georg Best (1855–1946)    | 1. Jan. 1916 – 1. Feb. 1924  |
| Ludwig Lang (1861–1938)   | 2. Feb. 1924 – 1. Feb. 1927  |
| Ferdinand Stein           | 1. Feb. 1927 – 1. Apr. 1931  |
| Adolf Müller              | 1. Apr. 1931 – 1. Feb. 1935  |
| Wilhelm Stuckart          | 1. Feb. 1935 – 1. Feb. 1936  |
| Ludwig Scriba             | 1. Feb. 1936 – 25. Mär. 1945 |

### Richter am OLG Darmstadt
- Friedrich Christian Gustav von Hombergk zu Vach (Präsident des Hofgerichtes 1855–1858)
- August Becker
- Wilhelm Menges
- Carl Brenner
- Eduard Seitz
- Karl von Preuschen
- Franz Friedrich Königer
- Otto Pistor (1883–1894)
- Ludwig Lang (ab 1911 Rat, ab 1923 Senatspräsident, 1924 bis 1927 Präsident)
- Wilhelm Maurer